# 天野方一

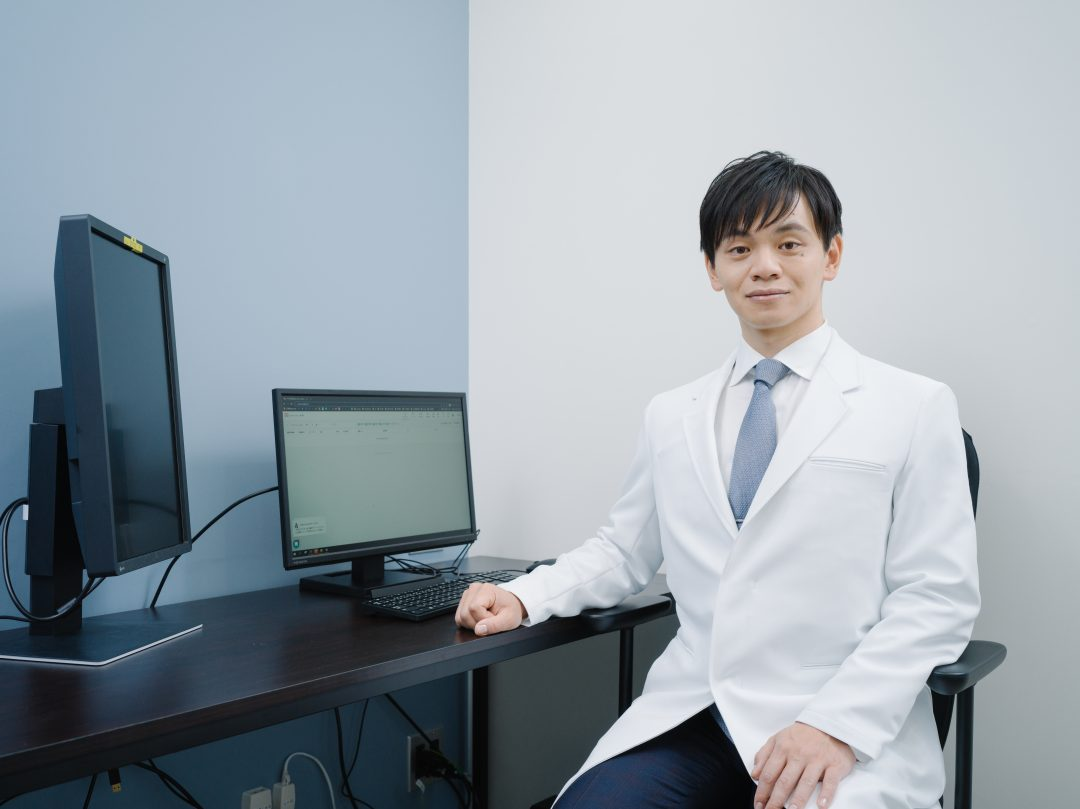
イーヘルスクリニック新宿院の院長天野方一

天野 方一（あまの　ほういち）は、日本の医師（腎臓内科）。イーヘルスクリニック新宿院の院長。

## 人物
医師を志したきっかけは、医師である母が診察した患者から感謝される場面を見たことにあると述べており、この経験が医師の道を志す原点となった。腎臓内科を専門とした背景には、レジデント時代に慢性腎臓病（CKD）が発症後に発見されて進行した症例に直面した経験がある。特に、担当した40代の女性患者が進行性の腎不全により救急搬送され、透析治療が必要と説明した際のご家族の苦しみが深く心に残り、腎臓内科を専門とする契機となった。
その後、公衆衛生の重要性を認識し、帝京大学大学院公衆衛生学研究科で学び、2018年9月からはハーバード大学公衆衛生大学院（Harvard T.H. Chan School of Public Health）へ留学した。その経験を基に「社会的な課題の解決には医療提供の実践が不可欠」と判断し、イーヘルスクリニック新宿院の開業に至ったと語っている。
イーヘルスクリニック新宿院では、「働き盛り世代の健康を支えること」を理念としている。診療科目は内科・腎臓内科をはじめ、アレルギー科、泌尿器科、医療ダイエット外来、男性更年期やED外来、そしてビタミン点滴や幹細胞培養上清・エクソソーム療法などの疾病予防・健康増進まで幅広く対応している。
また、オンライン診療に力を入れ、PCやスマートフォンを通じた診療・服薬指導を提供し、処方薬の自宅配送に対応しており、夜間・休日・多言語対応も整えることで、アクセス向上に取り組んでいる。

## 略歴
- 2010年（平成22年）- 埼玉医科大学医学部を卒業。
- 2010年（平成22年）- 東京女子医科大学東医療センターで初期研修医として勤務。
- 2012年（平成24年）- 東京慈恵会医科大学附属病院や日本赤十字社 足利赤十字病院、神奈川県立汐見台病院などで勤務。
- 2016年（平成28年）- 帝京大学大学院公衆衛生学研究科へ入学。
- 2018年（平成30年）- ハーバード大学公衆衛生大学院（Harvard T.H. Chan School of Public Health）へ留学。
- 2022年（令和4年）- イーヘルスクリニック新宿院を開院。

## 資格
- 日本内科学会認定医
- 日本腎臓学会腎臓専門医・指導医
- 日本抗加齢医学会専門医
- 日本医師会認定産業医
- 公衆衛生学修士（MPH）、博士（公衆衛生学）

## 受賞歴
- 第59回 日本腎臓学会学術総会　優秀演題賞（2016）
- 第22回 日本腹膜透析医学会：ベストポスター賞（2016）
- 2017年度 帝京大学大学院 公衆衛生学研究科委員会賞（優秀賞）
- 第93回 日本産業衛生学会　若手優秀演題賞（2020）
- 2020年度 帝京大学大学院 公衆衛生学研究科委員会賞（副総代賞）

## 著作・講演

### 著書
- 「ハーバード発 働き盛りの人の健康力UP —「社員の活力」は企業の将来を決める！」万葉舎（2020）ISBN 978‑4860500955

### 講演
- 保険組合・健康セミナー：「今日から始められるアンチエイジング『健康』『若さ』『長寿』の秘密」、「腎臓から始めるアンチエイジング」[2]
- 健康食品会社での講演：「ハーバード大学からのアンチエイジング ‘健康’ ‘若さ’ ‘長寿’ の秘訣」[7]

## 記事・インタビュー・メディア出演

### 記事
- 「患者さんの近くで、予防から治療まで真摯に向き合いたい」（Medical Note）[2]

### インタビュー
- 「【自己資金0円】でのクリニック開業事例～医療を諦めない仕組み構築のために～」（Doctor Vision）[8]
- 「海外大学院で公衆衛生を学び産業医活動を積極的に展開！！産業医インタビュー「産業医の横顔」vol.4」（サンポチャート）[9]
- 「「一歩先のかかりつけ医」を目指しています」（Medical Note）[10]
- 「行動せずに後悔するより、行動して後悔する方が賢明である」（THE NEXT GENERATION）[11]
- 「糖尿病についての対談」（Diamell）[12]
- 「仕事へのこだわり」（Japan Quality）[13]